# Митець-Влада-Преса: історико-типологічний аналіз
Книга Ігоря Павлюка «Митець – Влада – Преса: історико-типологічний аналіз: Монографія. – Луцьк: Надстир’я, 1997. – 112 с.» (ISBN 996-517-033-3) – одне з перших наукових видань у незалежній Україні, яке зостається  актуальним і в наш час. В умовах тоталітарного режиму поставлена проблема – співвідношення стосунків митця, влади й преси в авторитарній, перехідній і правовій системах – не могла бути так об’єктивно й всесторонньо висвітлена, як це зробив Ігор Павлюк. На матеріалах української преси 20-х рр. XX ст., російської та української преси 80-90 рр. дослідник доводить, що «динамічна рівновага систем, наближених до правових, забезпечується суворою самофункціональністю їх інститутів, взаємовідносини між якими повинні регулюватися Законом».
Книга широко включена у бібліотечні реєстри України, до міністерських і вузівських програм із вивчення гуманітарних дисциплін
.
Повний текст книги можна прочитати тут: Митець — Влада — Преса: історико-типологічний аналіз [Архівовано 22 лютого 2020 у Wayback Machine.]